# Baltanás
Baltanás település Spanyolországban, Palencia tartományban. Baltanás Palenzuela, Antigüedad, Cevico Navero, Villaconancio, Castrillo de Onielo, Valle de Cerrato, Villaviudas, Hornillos de Cerrato, Herrera de Valdecañas és Tabanera de Cerrato községekkel határos. Lakosainak száma 1228 fő (2024).

## Népesség
A település népessége az elmúlt években az alábbi módon változott:
| Lakosok száma | 1538 | 1452 | 1389 | 1353 | 1313 | 1286 | 1234 | 1191 | 1206 | 1228 |
|               | 2001 | 2004 | 2007 | 2009 | 2012 | 2014 | 2017 | 2019 | 2022 | 2024 |